# Dejan Vrajić
Dejan Vrajić (* 21. března 1976) je bývalý chorvatský fotbalista, záložník.

## Fotbalová kariéra
V české lize hrál za FC Viktoria Plzeň. Nastoupil v 6 ligových utkáních. Gól v lize nedal.

## Ligová bilance
| Ročník                 | Zápasy | Góly | Klub              |
| ---------------------- | ------ | ---- | ----------------- |
| Gambrinus liga 1998/99 | 6      | 0    | FC Viktoria Plzeň |
| CELKEM 1. liga ČR      | 6      | 0    |                   |